# Zusammenbrechender Krieger

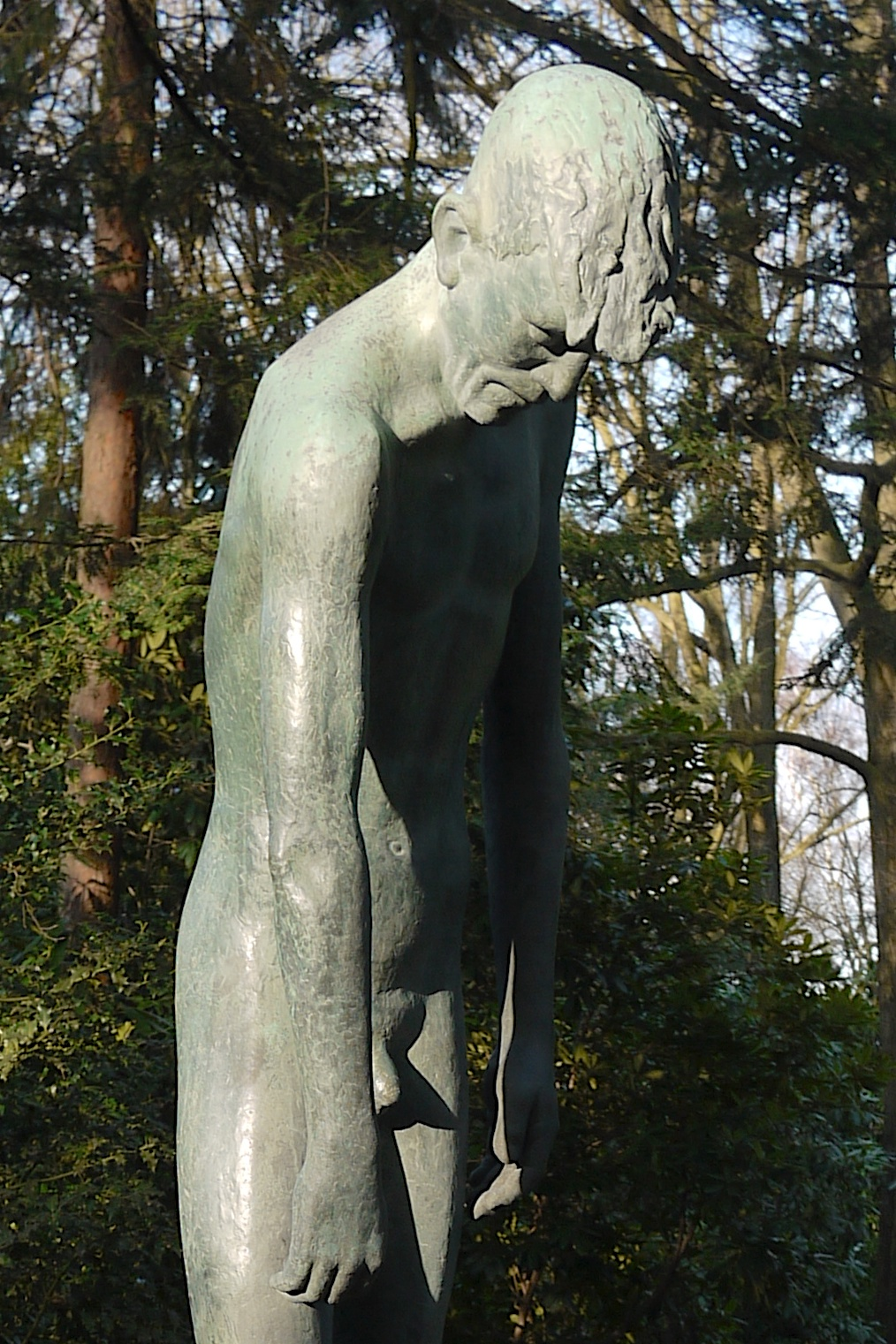
Zusammenbrechender Krieger

Der Zusammenbrechende Krieger ist ein Bronzebildwerk von Hermann Lickfeld aus dem Jahre 1933. Es befindet sich auf dem Ehrenfriedhof Am Großen Berg in Mülheim an der Ruhr. Er steht auf einem simplen Sockel aus Ziegelsteinen.